# Вейфье, Мелисса
Мелисса Вейфье (нидерл. Melissa Wijfje; род. 22 июля 1995 года, Тер Аар, Нидерланды) — нидерландская конькобежка, серебряный призёр чемпионата мира в командной гонке (2020), двукратная чемпионка Европы в командной гонке (2018, 2020) и бронзовый призёр в масс-старте (2020).

## Биография
Мелисса Вейфье начала кататься на коньках в возрасте 5 лет в Лейдене. Её семья жила в Коортерааре, где было много воды, поэтому зимой, когда всё замерзало, она вместе со своей сестрой Айрис наслаждались жизнью на льду. Мелисса тренировалась четыре раза в неделю с перерывами на соревнования в конькобежном клубе "S. T. G. Ter AAR" до 14 лет сначала в Лейдене, а позже в Харлеме. В её тренировки также входили катание на роликовых коньках и езда на велосипеде.
В возрасте 15 лет её пригласили в качестве младшего юниора на отбор Харлема. Тренеры, Лиенеке де Крун и Франс де Клюйвер, очень хорошо помогли ей в этом и в январе 2010 года она заняла 6-е место в своей возрастной категории на чемпионате НКР среди юниоров. В течение двух лет Мелисса тренировалась с выездами в лагеря, участвовала в международных гонках и на юниорском чемпионате Нидерландов. В феврале 2012 года она выиграла чемпионат Европы среди юниоров в Харлеме на дистанциях 500, 1500 и 3000 м.
В 2013 году на чемпионате Нидерландов среди юниоров стала 2-й в многоборье и на дистанциях 1000, 1500 и 3000 м. В сезоне 2013/14 она переехала в Херенвен и присоединилась к команде "Jong Oranje" под руководством Йеруна ван дер Ли и Эрика Боумана. В 2014 году выиграла впервые юниорский чемпионат Нидерландов и дебютировала на чемпионате мира среди юниоров, где стала 1-й в забеге на 1500 м и в командной гонке, а в многоборье заняла 2-е место.
В сезоне 2014/15 стала участвовать в Кубке мира, и в 2015 году вновь заняла 2-е место в многоборье и стала первой на дистанциях 3000 и 5000 м на юниорском чемпионате Нидерландов. В том же году победила в многоборье и в командной гонке на чемпионате мира среди юниоров. В сезоне 2015/16 присоединилась к команде "Team4Gold" под руководством Рутгера Тийссена. Летом 2016 года у команды поменялся спонсор и она стала называться "Teamjustlease.nl".
В сезоне 2016/17 Мелисса впервые попала на подиум чемпионата Нидерландов в старшей категории, заняв 2-е место в масс-старте и с двумя 3-ми местами в Херенвене на дистанции 5000 м и в Ставангере на дистанции 3000 м на этапах Кубка мира. В сезоне 2017/18 Мелисса на отборочных соревнованиях к зимней Олимпиаде заняла лишь 6-е место в забеге на 3000 м и 7-е на 1500 м и не смогла показать результатов на Кубке мира, тем самым лишив себя путёвки на игры в Пхёнчхане.
В январе 2018 года она завоевала золото на чемпионате Европы на отдельных дистанциях в Коломне в командной гонке. Следом стала третьей на чемпионате страны в многоборье. Летом заключила контракт с командой "Gewest Friesland", под руководством Хенка Хоспеса. Также присоединились к марафонской команде "Palet Vastgoedonderhoud", для тренировок с большой выносливостью. В декабре на чемпионате страны стала бронзовым призёром на дистанции 1500 м.
В 2019 году Мелисса дебютировала на чемпионате мира на отдельных дистанциях в Инцелле с 6-м местом на дистанции 1500 м. В декабре выиграла чемпионат Нидерландов в забеге на 1500 м. В январе 2020 года завоевала "золото" на чемпионате Европы в Херенвене в командной гонке, а также "бронзу" в масс-старте, а в феврале "серебро" на чемпионате мира в Солт-Лейк-Сити в командной гонке.
В мае 2020 года перешла в команду "IKO" под руководством братьев Эрвина и Мартина тен Хоув. В сезоне 2020/21 Мелисса стала 3-й на дистанции 1500 м, 2-й в многоборье на Национальном чемпионате и из-за коронавируса многие международные соревнования были отменены. С 2021 года стала выступать за команду "Zaanlander" под руководством тренера Джиллерта Анемы. В декабре 2021 года Мелисса не прошла отбор на свою первую олимпиаду в Пекине на своей любимой дистанции 1500 м, но ей разрешили ехать в качестве запасной. В январе 2022 года заняла 3-е место в многоборье на чемпионате Нидерландов.

## Спортивные результаты
| Год  | Чемпионат Нидерландов на отдельных дистанциях    | Чемпионат Нидерландов в многоборье | Чемпионат Европы на отдельных дистанциях | ЧМ отдельные дистанции                       | ЧМ многоборье | Кубок мира                                               | Чемпионат мира среди юниоров                                   |
| ---- | ------------------------------------------------ | ---------------------------------- | ---------------------------------------- | -------------------------------------------- | ------------- | -------------------------------------------------------- | -------------------------------------------------------------- |
| 2014 | 21e 1000 м 11e 1500 м 14e 3000 м                 |                                    |                                          |                                              |               |                                                          | 1000 м · 1500 м · 3000 м · (4e, , *) · командная гонка         |
| 2015 | 12e 1000 м 6e 1500 м 9e 3000 м                   | 7e (7e, 9e, 4e, 7e)                |                                          |                                              |               |                                                          | 1500 м · 3000 м · (7e, , 4e, *) · командная гонка · масс-старт |
| 2016 | 18e 1000 м 7e 1500 м 13e 3000 м 10e 5000 м       | 4e · (8e, 6e, , 5e)                |                                          |                                              |               |                                                          |                                                                |
| 2017 | 12e 1500 м · 8e 3000 м · 12e 5000 м · масс-старт | 6e · (7e, , 4e, 7e)                |                                          |                                              |               | 8е 1500 м 4е 3000 м                                      |                                                                |
| 2018 | 7e 1500 м 7e 3000 м 8e 5000 м                    | · (4e, , , 5e)                     |                                          |                                              |               | 30е 1500 м 11е 3000 м                                    |                                                                |
| 2019 | 1500 м · 7e 3000 м · 7e 5000 м · 5e масс-старт   | 4e · (, 4e, , 5e)                  |                                          | 6e 1500 м 10e масс-старт                     |               | 6е 1500 м 7е 3000 м 8е масс-старт                        |                                                                |
| 2020 | 1500 м · 7e 3000 м · 6e 5000 м · 4e масс-старт   | · (, )                             | 4e 1500 м · масс-старт                   | 5е 1500 м · командная гонка · 11е масс-старт |               | 4е 1500 м · 19е 3000 м · 5е масс-старт · командная гонка |                                                                |

## Личная жизнь
Мелисса Вейфье в 2012 году окончила Асрам-колледж в Алфен-ан-де-Рейне. В течение 2-х с половиной лет с 2016 по май 2018 года работала специалистом по частной аренде в компании "Justlease". С 2018 по 2022 года обучалась в Гронингене в Академии Йохана Кройфа при Университете прикладных наук Ханзе на факультете коммерческой экономики, совмещая учёбу и спорт. Мелисса встречается с конькобежцем Марселом Боскером.